# Mustafà Naima
Mustafà Naim conegut com a Naima (Alep, 1655 - Patres, 1716) és considerat el primer historiador oficial de l'Imperi Otomà. Era fill d'un genísser. El 1698 o 1699 el gran visir Amudja-zade Husayn Paixà li va encarregar escriure una història dels otomans. Hi va treballar fins al 1704. Va utilitzar cròniques d'autors anteriors, algunes perdudes avui. Va ocupar diversos càrrecs menors i el 1714-1715 va estar a la campanya de Morea en un lloc administratiu. La seva obra és coneguda com a Tarikh-i Naima i està escrita en forma d'annals cobrint els anys 1591 a 1660. Va recollir dades per continuar fins al 1689 però no es van publicar i els apunts es van perdre.